# The Stooges

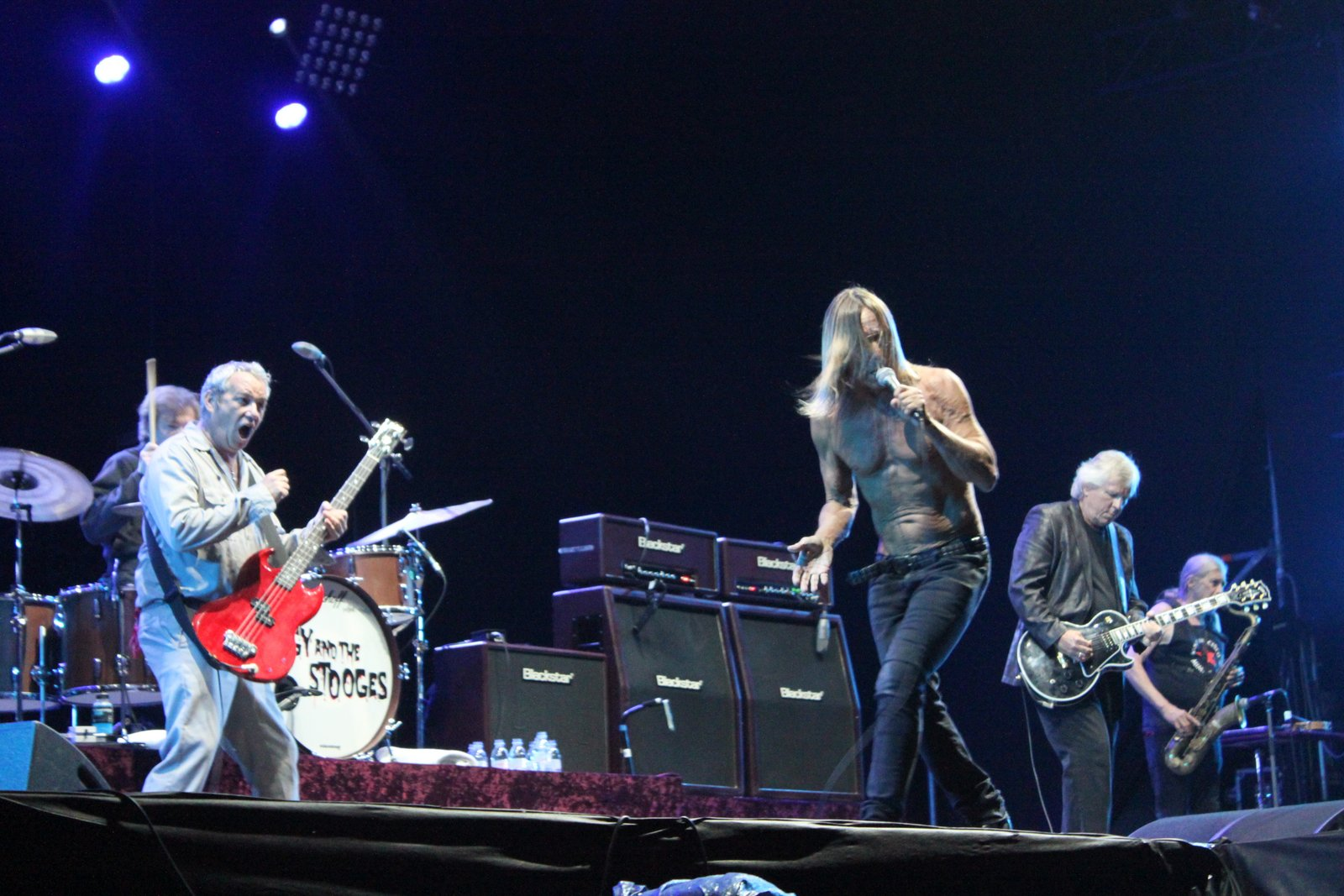
The Stooges & Iggy Pop, Polònia, Katowice Off Festval 2012-08-04

The Stooges és un grup de rock sorgit el 1967 a Detroit (Estats Units) considerat pioner del garage rock i igualment precursor tant de la música com de la subcultura punk. Va ser fundat per James Osterberg (Iggy Pop) i els germans Ron i Scott Asheton.

## Història
El seu primer disc, The Stooges (1969) va ser produït per John Cale i a pesar de ser un fracàs comercial, va ser un disc pioner, seguint el model musical de The Velvet Underground, especialment influenciats pel so de discs com White Light/White Heat.
Fun house (1970) malgrat tornar a ser altre disc oblidat per les masses en la seva publicació, va despertar a David Bowie un interès especial per aquest grup, i especialment per Iggy Pop. Tal va ser l'entusiasme de Bowie que va aconseguir que la seva discogràfica els contractés.
Després de Raw Power (1973) Iggy inicia un procés d'evolució interior i exterior, tant a nivell musical com personal, deixant així de costat a la formació inicial de The Stooges el 1974 i començant una carrera en solitari. Per sorpresa, gairebé trenta anys després de la seva separació, els Stooges es van reunir el 2003 i van començar una gira mundial, amb un suplent al baix.
El 2007 va publicar un nou àlbum, The Weirdness, i el mes de gener del 2009 va morir Ron Asheton, uns dels membres fundadors.

## Membres

### Formació actual
- Iggy Pop - veu (1967-1974, 2003 - present)
- Ron Asheton - guitarra (1967-1973, 2003 - 2009); baix (1973-1974)
- Scott Asheton - bateria (1967-1974, 2003 - present)
- Steve MacKay - saxo tenor (1970-1971, 2003 - present)
- Mike Watt - baix (2003 - present)

### Antics membres
- Dave Alexander - baix (1967-1971)
- James Williamson (guitarrista) - guitarra (1973-1974)

## Discografia
Àlbums d'estudi
- The Stooges -1969
- Fun House - juliol 1970
- Raw Power - febrer 1973
- The Weirdness - 2007

Discos en directe
- Metallic KO - 1976
- Telluric Chaos - 2005

Box Set
- 1970: The Complete Fun House Sessions — 1999
- Heavy Liquid — 2005

Singles
- I Wanna Be Your Dog — octubre 1969
- Down On The Street — Agost 1970
- Search And Destroy — juny 1973

DVD
- Live In Detroit — 2004